# Homosexualität in Guinea

Geografische Lage von Guinea

Homosexualität in Guinea ist gesellschaftlich tabuisiert, und homosexuelle Handlungen sind illegal.

## Illegalität
Homosexuelle Handlungen sind in Guinea illegal und werden mit Haft von sechs Monaten bis maximal drei Jahren bestraft. Es existiert kein Antidiskriminierungsgesetz in Guinea.

## Anerkennung gleichgeschlechtlicher Partnerschaften
Eine staatliche Anerkennung von gleichgeschlechtlichen Paaren besteht weder in der Form der gleichgeschlechtlichen Ehe noch in einer eingetragenen Partnerschaft in Guinea.